# Metamorpha biplagiata
Metamorpha biplagiata är en fjärilsart som beskrevs av Hans Fruhstorfer 1907. Metamorpha biplagiata ingår i släktet Metamorpha och familjen praktfjärilar. Inga underarter finns listade i Catalogue of Life.